# Bruce Prochnik
Bruce Prochnik (Watford, 1948) è un cantante e attore britannico, attivo in teatro e al cinema come attore bambino tra il 1960 e il 1965.

## Biografia
Bruce Prochnik nasce nel 1948 a Watford, Hertfordshire, in Inghilterra. Il suo primo impegno professionale come attore bambino è nel 1960 nel ruolo di Tiny Tim in un adattamento teatrale diA Christmas Carol di Charles Dickens al Theatre in the Round at Croydon. L'anno successivo debutta alla televisione inglese come protagonista del film A Book with Chapters in It, diretto da Eric Tayler. Il ruolo gli fa vincere un premio dello Screen Writers Guild. Nel 1962 è scelto ancora come protagonista della serie televisiva della BBC Oliver Twist in 13 episodi, sempre diretta da Eric Tayler. La notorietà di Prochnik a livello internazionale è legata principalmente all'interpretazione, sempre nel ruolo di Oliver Twist, prima a Londra e poi nel 1963 nel cast originario di Broadway del musical Oliver!, dove rivela ottime doti anche come cantante.
Terminata l'esperienza a Broadway, Prochnik torna a lavorare con una certa regolarità come attore bambino alla televisione inglese come guest star in serie televisive (soprattutto nella serie Emergency-Ward 10), fino al 1965, quando si ritira definitivamente dalle scene.

## Filmografia

### Televisione
- A Book with Chapters in It, film TV, regia di Eric Tayler (1961)
- Oliver Twist, miniserie TV in 13 episodi, regia di Eric Tayler (1962)
- Doctor Korczak and the Children (1962) - episodio della serie Studio 4
- The Outing, regia di Robin Nash (1963) - episodio della serie Taxi!
- A Spanner in the Grass Roots, regia di Ronald Marriott (1964) - episodio della serie ITV Play of the Week
- Emergency-Ward 10, serie TV - 4 episodi (1964)
- The World That Summer, regia di Peter Sasdy (1965) - episodio della serie Story Parade

## Teatro
- Oliver! - London West End e cast originario di Broadway